# Nouvion-le-Vineux
Nouvion-le-Vineux é uma comuna francesa na região administrativa de Altos da França, no departamento de Aisne. Estende-se por uma área de 3,53 km². Em 2010 a comuna tinha 163 habitantes (densidade: 46,2 hab./km²).